# Kusijevec
Kusijevec falu Horvátországban Kapronca-Kőrös megyében. Közigazgatásilag  Sveti Petar Orehovechez tartozik.

## Fekvése
Kőröstől 12 km-re északnyugatra, községközpontjától 6 km-re délnyugatra fekszik.

## Története
A falunak 1857-ben 72,  1910-ben 148 lakosa volt. Trianonig Belovár-Kőrös vármegye Körösi járásához tartozott. 2001-ben 90 lakosa volt.